# Кутахја
Кутахја (тур. Kütahya) је град у Турској у вилајету Кутахја. Према процени из 2009. у граду је живело 191.302 становника.

## Становништво
Према процени, у граду је 2009. живело 191.302 становника.
| 1990.   | 2000.   |
| ------- | ------- |
| 130.944 | 166.665 |